# ドラコニアン
ドラコニアン（英: draconian）は『アドバンスド・ダンジョンズ&ドラゴンズ』でのゲームプレイを元に1984年から書かれた小説『ドラゴンランス』シリーズに登場する怪物。暗黒の女王タキシスのクレリックたちと黒ローブの魔術師たちによって行われる邪悪な儀式の結果、変貌させられた善竜の卵から孵化して誕生する。

## 特徴
身長は人間よりやや大柄と言った程度でありミノタウロス、オーガ等と比べると格段に小柄である。人間同様の四肢を持つが、全身に鱗が生えており、種族によっては尾や翼を持つ者もいる。元がドラゴンであるだけに知能は高く、人語を喋ることができるが、発音はあまり良くなく、喋るときには爬虫類独特の呼吸音が伴う。人間同様に武器や防具を使いこなし、複雑な戦術や陰険な罠も理解・実行するなど戦闘能力も極めて高い。ローブと包帯をまとって人間に変装し隠密行動を取ることもある。この際好んで僧侶に変装する。また死ぬと死体が石化したり爆発したりして被害を与えるため、単体の敵としても集団の敵としても非常に厄介である。上級士官になる者も多く、「ドラゴンランス戦記」にはキティアラの腹心としてシヴァック・ドラコニアンのゲイカーンが登場した。恐るべき敵であるが、音楽にうっとりとする、道に迷って凍える、肉の入ったスープに喜ぶなどの人間味あるシーンも描写されている。

## 歴史
〈竜槍戦争〉直前に、タキシスの導きにより善竜の卵から創り出された。雄と雌両方の卵がドラコニアンに変化させられたが、ドラゴン軍はドラコニアンが種として強大になることを恐れたため、雌の卵の存在は隠された。雄のドラコニアンはドラゴン軍の兵士として〈竜槍戦争〉を戦い、ドラゴン軍の崩壊後もアンサロン各地で生き残っていた。
〈混沌戦争〉の頃、ボザク・ドラコニアンの Kang が率いる一団が偶然雌ドラコニアンの卵を発見し、孵化に成功する。その後、Kang は各地に生き残っていたドラコニアンをまとめ、Teyr の地にドラコニアンの国を建国する。〈人の時代〉にはひとつの種族としてクリンの世界に根付いた。

## 変異の解除
善竜は強力な魔法の儀式を用いてドラコニアンを元の善竜の子に戻そうとしたこともあるが、失敗に終わっている。

## 種族
ドラコニアンは、元の善竜の種類によって5種族が存在する。以下は雄ドラコニアンの特徴。
オーラク・ドラコニアン
オーラック・ドラコニアンともいう。金竜の卵から生まれる。翼を持たず、強力な魔術を用いるが、数は少ない。死ぬと大爆発を引き起こす。
シヴァク・ドラコニアン
シヴァック・ドラコニアンともいう。銀竜の卵から生まれる。ドラコニアンの中では最も大柄。飛行可能。殺害した相手に姿を変えることができる。逆に殺された場合、死体は自分を殺害した者の姿に変わる（相手がシヴァクと同サイズまでのヒューマノイドの場合のみ）。変身できない場合、死体は爆発する。極端に重い鎧兜を着用する。
ボザク・ドラコニアン
ボザック・ドラコニアンともいう。青銅竜の卵から生まれる。魔法を操ることができる。死ぬと骨が爆発する。タキシスの僧侶になる者が多い。他のドラコニアンからその気質を快く思われておらず、抗議される描写がある。
カパク・ドラコニアン
カパック・ドラコニアンともいう。銅竜の卵から生まれる。唾液は有毒で、戦闘前に武器に塗りつけていることも多い。死ぬと死体は溶け、酸になる。
バアズ・ドラコニアン
黄銅竜の卵から生まれる。ドラコニアンの中では最も小柄。死ぬと死体は石化する。